# 街口大橋

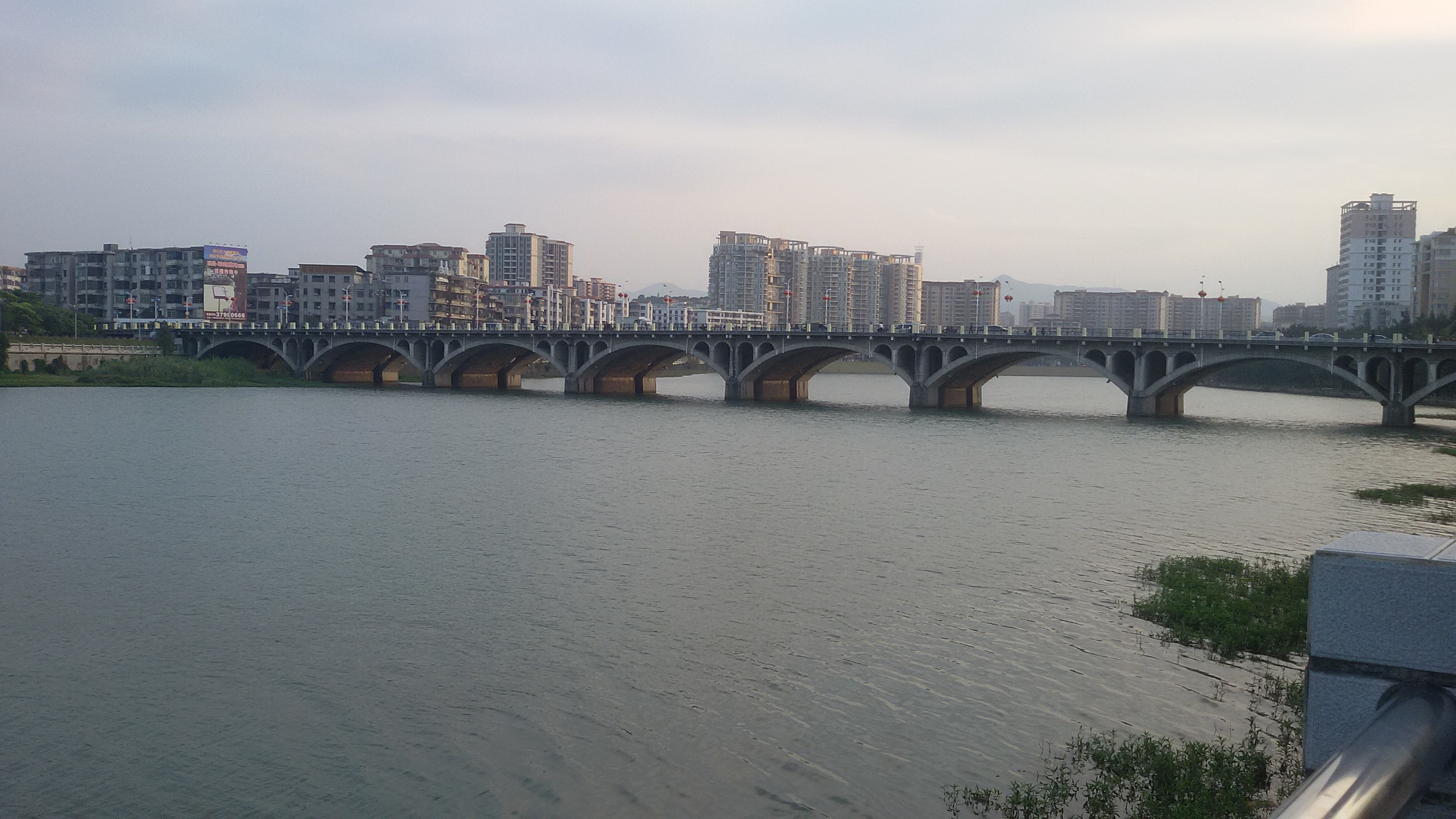
在流溪河西邊河濱泳場远观街口大橋

街口大橋是中华人民共和国广东省广州市的一座橋，横跨流溪河，位于从化区街口街道。

## 历史
街口大桥位于县城，横越流溪河两岸，东南通广州，西北通佛岗、韶关。
1932年始建时，街口大桥只是1座可通汽车的木桥。县长李务滋通过多次向群众募捐筹集资金，得以建成以钢筋水泥为桥柱，桥面铺设枕木的一座桥。民国27  年（1938年），该桥桥面被日本飞机炸毁，仅剩桥柱。
1951年，驻从化的中国人民解放军派工兵重修此桥。重修后的此桥为木桥，桥孔61个，其中东跨径3孔，4米跨径58孔，全长200米，桥面宽4.5米；桥梁于1952年建成通车。1954  年，该桥因多数木板腐朽而大修，桥面宽改为5.3米，两边加设行人道。
街口大桥南侧桥栏中央部分曾镶嵌有陶铸书写的“街口大桥”四个大字，但在文化大革命时被毁。
1991年，因橋樑不配合發展需求而开始扩闊工程，1992年7月完成。1992年7月13日，由於從化第一屆荔枝節在街口地區開幕，所以此橋亦成為荔枝節38個剪綵項目之一。2008年10月完成橋樑及橋墩加固工程。2012年，從化市人民政府有提出把橋改造，但未有进展。

## 連接地区
此橋連接從化區，跨過流溪河，連接新城路、河濱路及河東路。

## 結構
橋長259.76米，寬25米，高13.6米。橋面为雙向四車道，兩邊有人行路及單車路。主航道通航淨高度11.2米。